# Schwarzenmoor
Schwarzenmoor ist der 1500 Hektar große nordöstliche Stadtteil der Stadt Herford, der Kreisstadt des Kreises Herford in Nordrhein-Westfalen. Am 31. Dezember 2015 hatte er 1632 Einwohner.

## Nachbargemeinden
Im Nordosten grenzt Schwarzenmoor an die Stadt Löhne, im Osten liegt der Stadtteil Exter der Stadt Vlotho. Die Neustädter Feldmark der Stadt Herford befindet sich südlich von Schwarzenmoor, während im Nordwesten der Herforder Stadtteil Falkendiek liegt. Eine Exklave ist der Teil „Klein Schwarzenmoor“, der zwischen der Neustädter Feldmark der Stadt Herford und Bad Salzuflen (Kreis Lippe) liegt.

## Geschichte

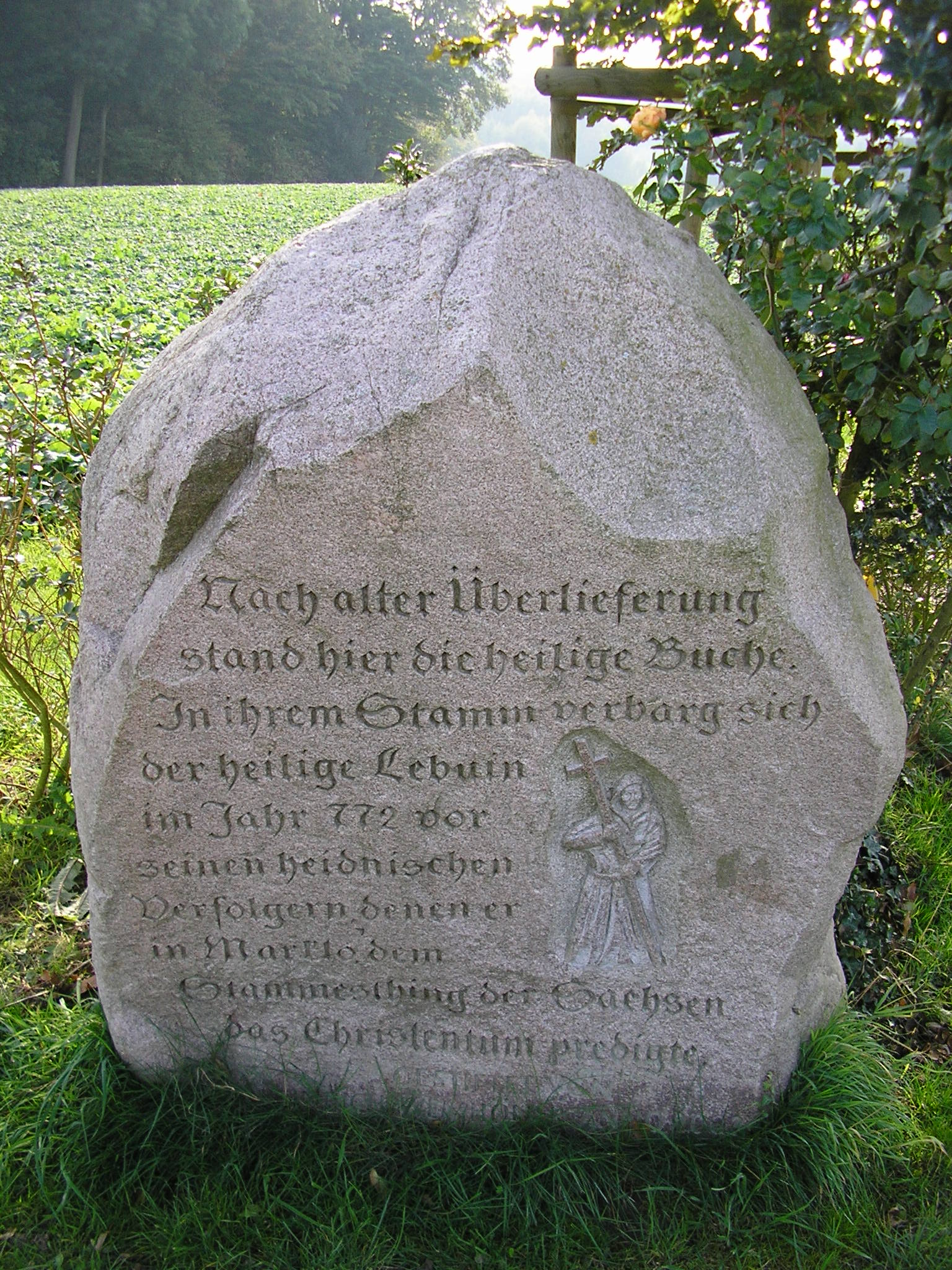
Gedenkstein Hilligenböke

Schwarzenmoor wurde erstmals nach 1300 genannt. Bis zur Franzosenzeit war es eine Bauerschaft, die zur Vogtei Vlotho im Amt Vlotho der Grafschaft Ravensberg gehörte. Von 1807 bis 1810 gehörte Schwarzenmoor zum Kanton Vlotho und von 1811 bis 1813 zum Kanton Herford des Königreichs Westphalen. Seit 1816 gehörte Schwarzenmoor zum Kreis Herford und wurde dort 1843 dem Amt Herford-Hiddenhausen zugeordnet. Am 1. Januar 1969 wurde der Ort in die damalige kreisfreie Stadt Herford eingemeindet, die ihrerseits in den Kreis Herford eingegliedert wurde.
Bevor Reiterhöfe und Wohnsiedlungen den heutigen Stadtteil Herfords weiter ländlich prägten, gab es früher dort etliche Handwerksbetriebe und Bauernhöfe, die in einer Streusiedlung auf großen Grundstücken, von einer Mauer umgeben, einsam lagen. Der größte Hof der Gegend war ein noch heute bestehender Fachwerkständerbau aus dem 18. Jahrhundert mit einem später angebauten Wohnhaus aus verputztem Ziegelmauerwerk sowie weiteren Gebäuden und Ställen auf dem 1,5 Hektar großen Hofgelände. Die Tochter des damaligen Pächters Otto Justus von Laer beschrieb in ihren Erinnerungen ausführlich das Alltagsleben in Schwarzenmoor im Zeitraum zwischen 1946 und 1960.
An der Ecke Alte Heerstraße/Hilligenböke befindet sich ein Denkmal für den Heiligen Lebuin, der der Legende nach 772 auf der altsächsischen Stammesversammlung zu Marklo mutig das Evangelium gepredigt haben soll. Dadurch brachte der die Sachsen gegen sich auf, sie wollten ihn erschlagen. Hier soll die Buche gestanden haben, die sich schützend dem flüchtenden Lebuin öffnete und ihn verbarg. Eine neue Buche neben dem Gedenkstein wurde zuletzt 2006 gepflanzt, nachdem der von einem Landwirt 1934 gepflanzte Baum in einem Gewittersturm zerstört worden war.

## Landschaft

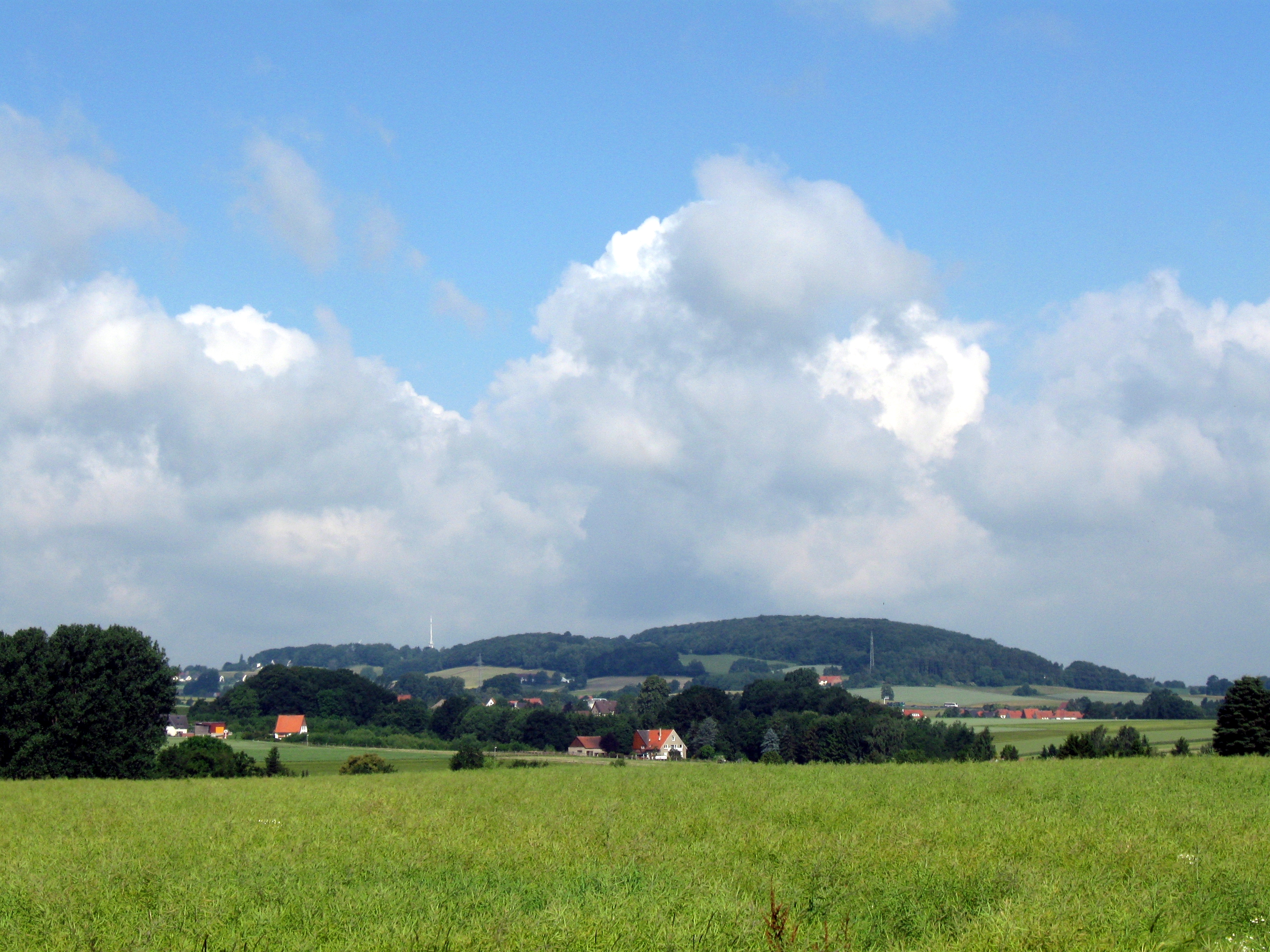
Eggeberg (Mitte) und Dornberg (Rechts)

Schwarzenmoor ist weitgehend landwirtschaftlich geprägt. Außerdem befinden sich dort einige Naturschutzgebiete. Erhebungen sind der 240 m hohe Dornberg (die höchste Erhebung der Stadt Herford), die Egge (233 m) und der Heuberg (173 m).
Auf dem Stuckenberg (214 m) steht der Herforder Bismarckturm.

## Pferde
In Schwarzenmoor gibt es einige Reiterhöfe, den 1925 gegründeten Reiterverein „von Derfflinger“ mit 50 Turnierpferden, die Reitsportgemeinschaft „Dornberger Heide“ e. V. mit Turnierplatz, Außenanlagen und Reithalle und einen privaten Pferde-Pensionsbetrieb für 30 Pferde.

## Verkehr

### Straßen
Die Bundesautobahn 2 verläuft auf einer Länge von etwa zwei Kilometern durch den Osten Schwarzenmoors. Dort befindet sich auch die einzige Autobahnanschlussstelle auf Herforder Stadtgebiet, die Anschlussstelle 30 „Herford Ost“. Die Anschlussstelle 29 „Herford/Bad Salzuflen“ liegt auf dem Gebiet der Stadt Bad Salzuflen.
Im Norden Schwarzenmoors verläuft die Mindener Straße auf etwa zwei Kilometer Länge durch den Stadtteil. Sie wurde Anfang 2020 von der Bundesstraße 61 zur Landesstraße 860 herabgestuft. Über die Vlothoer Straße ist die Stadt Herford an die Autobahn angeschlossen.

### Autobahnmeisterei Herford
Die Autobahnmeisterei Herford wurde 1965 an der Vlothoer Straße in der Nähe der Autobahnanschlussstelle Herford Ost in Betrieb genommen. Sie betreut 77 Kilometer der A 2 vom Autobahnkreuz Bielefeld bis zur Landesgrenze zu Niedersachsen bei Porta Westfalica-Kleinenbremen und der A 30 von Bad Oeynhausen bis zur niedersächsischen Landesgrenze bei Bruchmühlen. Außerdem werden 4,4 Kilometer der Bundesstraße 66 im Bereich der Anschlussstelle Bielefeld-Ost betreut. Innerhalb dieser Abschnitte befinden sich 318 Brücken und Verkehrszeichenträger, zwei Autobahnraststätten, fünf Parkplätze mit WC sowie 49 Regenrückhaltebecken. Zu den Aufgaben der 24 Mitarbeiter (Ende 2014) gehören neben der Überwachung der Fahrbahnen einschließlich der Seitenstreifen Mäh- und Reinigungsarbeiten, das Einsammeln von Müll, die Gehölzpflege, der Winterdienst, das Absichern von Baustellen und Unfallstellen sowie die Beseitigung von Unfallschäden. Zwischen zwei und im Winter neun Mitarbeiter haben dauernd Rufbereitschaft.
Die Autobahnmeisterei Herford gehört seit 1. Januar 2021 zur Niederlassung Westfalen der neu gegründeten Autobahn GmbH des Bundes. Vorher unterstand sie innerhalb der nordrhein-westfälischen Straßenbauverwaltung, dem Landesbetrieb Straßenbau NRW, der Autobahnniederlassung Hamm.

## Freiwillige Feuerwehr
Auf den 29. September 1902 ist die Anerkennung einer Feuerwehr auf freiwilliger Basis in Schwarzenmoor mit ihren damals 25 Angehörigen datiert. Aus ihr ging die spätere Löschgruppe Schwarzenmoor der Freiwilligen Feuerwehr hervor, die heute mit dem Löschzug Herford-Mitte zum Löschzug Herford-Nord gehört.

## Vereine
Seit 1973 hat in der ehemaligen Schule der Sportverein SG 08 Falkendiek sein Vereinsheim. Näheres zur Sportgemeinschaft Falkendiek siehe hier.
Seit September 2008 gibt es den Verein „Historische Feuerwehr Schwarzenmoor e. V.“
Am Südwesthang des Stuckenbergs in der Nähe des Waldrestaurants Steinmeyer wurde im Juli 2013 der Waldkindergarten „Unterm Blätterdach“ von einem Verein eröffnet.

## Sender und Windkraftanlage
Im Jahre 1949 wurde auf der Egge der Herforder Sender errichtet.
Aufgrund der Höhenlage und der guten Windverhältnisse wurde in Sendernähe 1991 unweit der Autobahnanschlussstelle Herford Ost von den damaligen Elektrizitätswerken Minden-Ravensberg (EMR) die erste Herforder Windkraftanlage eingeweiht. Rotorkopf und Rotorflügel wurden 2020 abgebaut, der Mast wird weiterhin als Funkstation genutzt.

## Thomaskirche
Das 1931 an der Senderstraße erbaute evangelische Gemeindehaus wurde 1962 zur Thomaskirche umgewidmet. Das schlichte Gebäude besitzt keinen Turm. Die Glocken befinden sich in einem relativ großen Dachreiter.
Auf dem Altar steht ein messinggeprägter Aufsatz auf dem eine Fußwaschszene dargestellt ist. Links neben dem Altar steht der Taufstein aus Bronze aus dem Jahre 1979. Das Taufbecken ruht auf vier Fischen. Der Knauf auf dem Deckel hat die Form einer Taube.
Bis zum Jahre 1965 gehörte die Thomaskirche zur Marien-Kirchengemeinde Stift Berg. Danach bildete sie zusammen mit der Markuskirche an der Landsberger Straße die Markus-Kirchengemeinde. Heute ist sie zusammen mit der Christuskirche an der Glazer Straße und der Markuskirche Teil der Emmausgemeinde. Die Trinitatiskirche in Falkendiek, die ebenfalls dazugehört, wurde am 28. Dezember 2009 entwidmet.

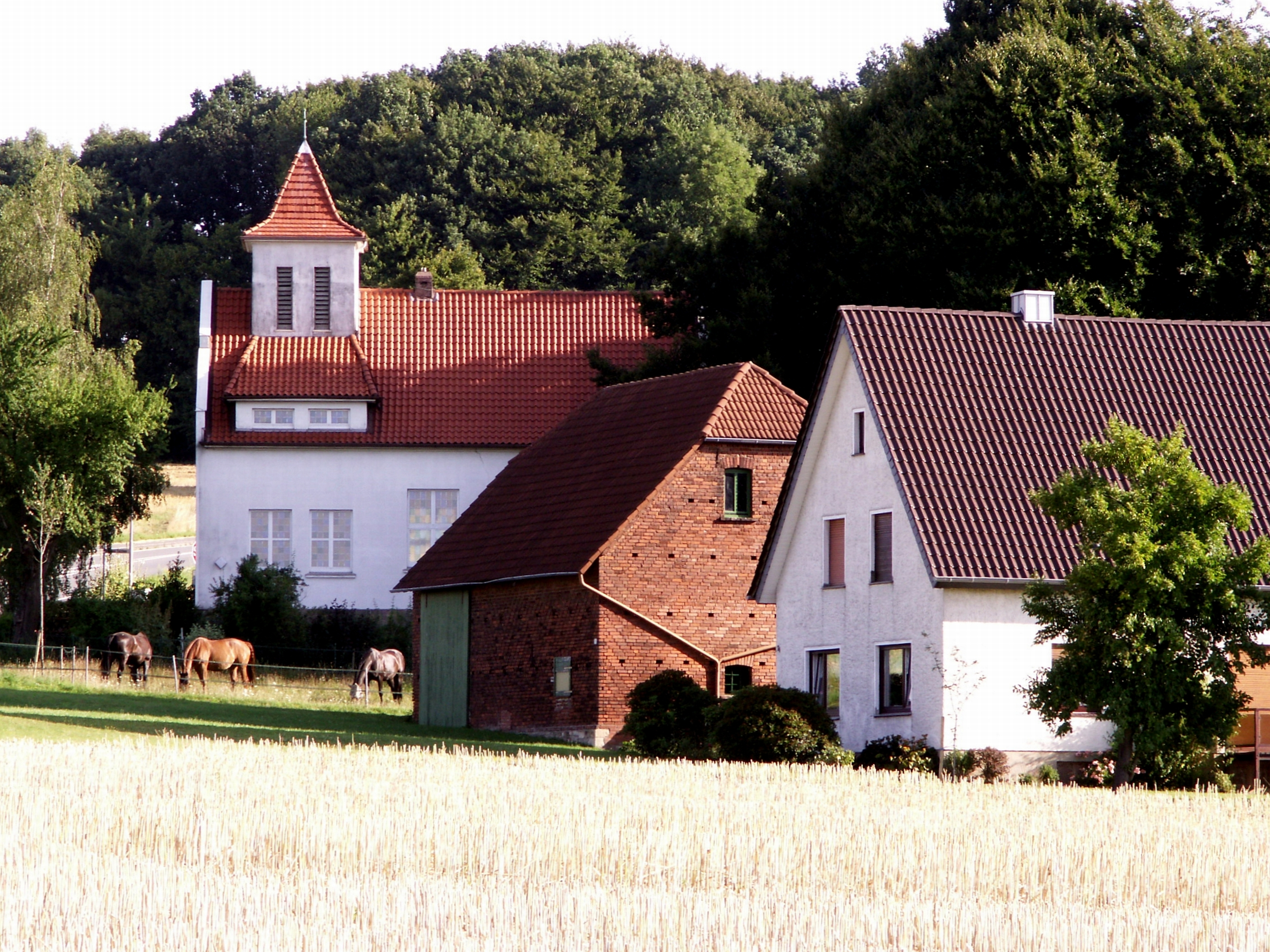
Thomaskirche
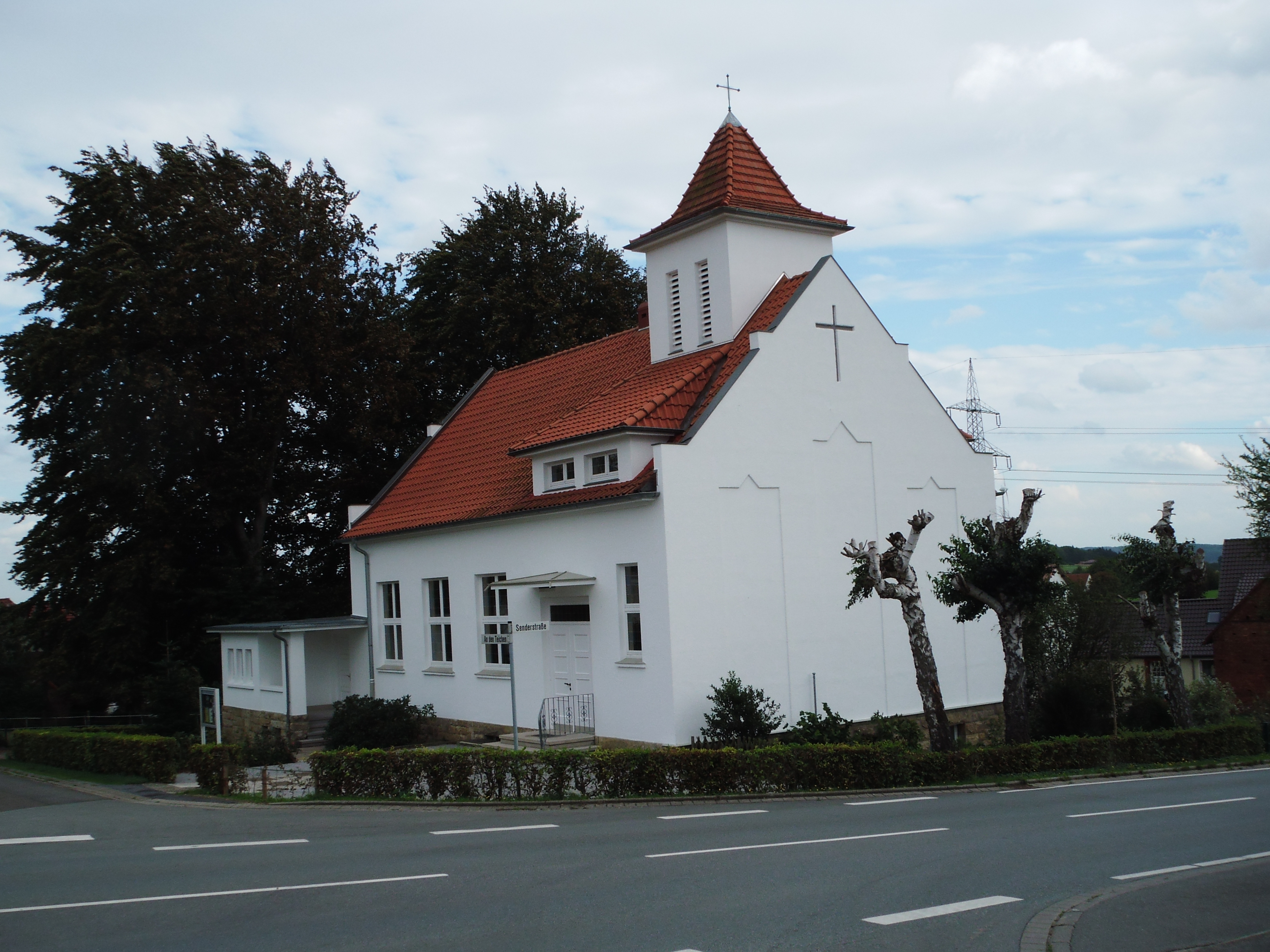
Thomaskirche

## Friedhöfe
An der Mindener Straße liegt der Friedhof Schwarzenmoor/Falkendiek der ev.-luth. Marienkirchengemeinde Stiftberg.
Seit 1995 gibt es in der Nähe der Autobahnanschlussstelle den Tierfriedhof Schwarzenmoor. Auf einer Fläche von 2500 m² befinden sich dort derzeit 800 Grabstellen für Kleintiere.

## Belege
1. ↑  Stadt Herford: Zahlen, Daten, Fakten
2. ↑  Peter Florens Weddigen: Westphälischer historisch-geographischer National-Kalender. Kleinenbremen 1805, § 4 Das Amt Vlotho, S. 119 (google.de).
3. ↑  Karl Grossmann, Geschichte des Amtes Vlotho 1246–1963
4. ↑  Martin Bünermann: Die Gemeinden des ersten Neugliederungsprogramms in Nordrhein-Westfalen. Deutscher Gemeindeverlag, Köln 1970, S. 74.
5. ↑  Insea Köster-von Laer: "Wann geht´s endlich los." Allerlei Erinnerungen an meine Kindheit und Jugend im Krieg und in der Nachkriegszeit. Books on Demand, Norderstedt 2014, S. 69–123, im Kapitel: "Neue Heimat in Schwarzenmoor".
6. ↑  [https://de.wikipedia.org/w/index.php?title=Wikipedia:Defekte_Weblinks&dwl=https://www.autobahn.de/fileadmin/Autobahn_GmbH/Westfalen/AM_Herford.pdf Die nachstehende Seite ist nicht mehr abrufbar], festgestellt im März 2025. (Suche in Webarchiven.)  [https://www.autobahn.de/fileadmin/Autobahn_GmbH/Westfalen/AM_Herford.pdf Adresse und Lageplan der Autobahnmeisterei Herford], abgerufen am 13. Dezember 2022
7. ↑  Autobahn GmbH des Bundes, Niederlassung Westfalen, abgerufen am 13. Dezember 2022
8. ↑  KAH (Kommunalarchiv Herford), Journalnummer 5651 I P

Stadtteile: 
Herford-Stadt |
Diebrock |
Eickum |
Elverdissen |
Falkendiek |
Herringhausen |
Laar |
Schwarzenmoor |
Stedefreund
Bereiche von Herford-Stadt: 
Altstadt |
Altstädter Feldmark |
Friedenstal |
Neustadt |
Neustädter Feldmark |
Nordstadt |
Radewig |
Radewiger Feldmark |
Stiftberg |
Waldfrieden
Landkreis: 
Ahle |
Bardüttingdorf |
Belke-Steinbeck |
Besenkamp |
Bieren |
Bünde |
Bustedt |
Diebrock |
Dreyen |
Dünne |
Eickum |
Eilshausen |
Elverdissen |
Enger |
Ennigloh |
Exter |
Falkendiek |
Gohfeld |
Häver |
Herringhausen |
Hiddenhausen |
Holsen |
Hücker-Aschen |
Hüffen |
Hunnebrock |
Kirchlengern |
Klosterbauerschaft |
Laar |
Lenzinghausen |
Löhne |
Lippinghausen |
Mennighüffen |
Muckum |
Obernbeck |
Oetinghausen |
Oldinghausen |
Ostkilver |
Pödinghausen |
Quernheim |
Rehmerloh |
Rödinghausen |
Schwarzenmoor |
Schweicheln-Bermbeck |
Schwenningdorf |
Siele |
Spenge |
Spradow |
Stedefreund |
Stift Quernheim |
Südlengern |
Sundern |
Ulenburg |
Valdorf |
Vlotho |
Wallenbrück |
Werfen |
Westerenger |
Westkilver
Stadtkreis: Herford